# Хумбу
Хумбу (лунда Houmbou, Bawoumbou) — африканский народ, населяющий среднее течение и низовья реки Конго и проживающий в Анголе, Габоне, Демократической Республике Конго и Республике Конго.

## Описание
Большинство представителей народа христиане, часть сохраняет традиционные верования. Язык хумбу — лунда — относится к языковой семье банту.
Хумбу компактно проживают в западной части Демократической Республики Конго и на юго-востоке Габона, в провинции Хаут-Огове (Франсвиль, Боуманго) и на юге в провинции Нгуни (Малинга, Лекинду). Столицей этого народа является Лемба — одна из коммун Киншасы. В настоящее время они часто ошибочно идентифицируются как родственные им батеке или ньянека.
Хумбу проживали по берегам реки Конго, они долгое время процветали благодаря торговле слоновой костью и тканями.